# Błonie (Kołaczkowice)
Błonie – część wsi Kołaczkowice w Polsce, położona w województwie świętokrzyskim, w powiecie buskim, w gminie Busko-Zdrój. 
W latach 1975–1998 Błonie administracyjnie należały do województwa kieleckiego.